# Майманга
Майманга, Маймонга — река в России, протекает в Кичменгско-Городецком районе Вологодской области. Устье реки находится в 30 км по левому берегу реки Кичменьга. Длина реки составляет 37 км. Высота устья — 104,5 м над уровнем моря.
Исток реки находится на Северных Увалах в южной части болота Кичменьгское в 30 км к северо-западу от села Кичменгский Городок. Генеральное направление течения — юг, русло сильно извилистое. Верхнее и среднее течение проходит по ненаселённому холмистому лесному массиву. В нижнем течении протекает нежилую деревню Коряково и жилую деревню Берсенево, чуть ниже которой впадает в Кичменьгу.

## Притоки (км от устья)
- 4 км: река Кундыш (пр)
- река Карбуль (пр)
- река Рыбная (пр)
- река Великая (пр)
- река Малая Майманга (пр)
- река Майманушка (лв)

## Данные водного реестра
По данным государственного водного реестра России и геоинформационной системы водохозяйственного районирования территории РФ, подготовленной Федеральным агентством водных ресурсов:
- Бассейновый округ — Двинско-Печорский;
- Речной бассейн — Северная Двина;
- Речной подбассейн — Малая Северная Двина;
- Водохозяйственный участок — Юг;
- Код водного объекта — 03020100212103000010873.